# Playing God (2021)
Playing God is een Amerikaanse film uit 2021, geschreven en geregisseerd door Scott Brignac.

## Verhaal
De film volgt Rachel en Micah, een broer en zus oplichtersduo die merken dat ze de rouwende miljardair Ben kunnen oplichten door hem ervan te overtuigen dat ze hem oog in oog aan God kunnen voorstellen. Ze rekruteren hun oude mentor Frank, om God te spelen terwijl de drie de grootste zwendel van hun leven plegen.

## Rolverdeling
| Acteur         | Personage |
| -------------- | --------- |
| Hannah Kasulka | Rachel    |
| Luke Benward   | Micah     |
| Michael McKean | Frank     |
| Alan Tudyk     | Ben       |
| Jude Demorest  | June      |
| Marc Menchaca  | Vaughn    |

## Productie
Op 14 mei 2018 werd aangekondigd dat Scott Brignac bezig was met het schrijven en regisseren van een nieuwe film getiteld Playing God, geproduceerd door Aaron Benward en Russell Grove. Naast de eerste aankondiging van de film, werd bevestigd dat Luke Benward, Michael McKean, Alan Tudyk, Hannah Kasulka, Jude Demorest en Marc Menchaca zich bij de hoofdcast van de film hadden gevoegd. De opnames begonnen in mei 2018 in Houston, Texas.

## Ontvangst
Op Rotten Tomatoes heeft Playing God een waarde van 69% en een gemiddelde score van 6,20/10, gebaseerd op 16 recensies.